# ...And Then I Wrote
And Then I Wrote è il primo album in studio del cantante di musica country statunitense Willie Nelson, pubblicato nel 1962.

## Tracce
Side 1
Testi e musiche di Willie Nelson, eccetto dove indicato.
1. Touch Me – 2:12
2. Wake Me When It's Over – 2:48
3. Hello Walls – 2:23
4. Funny How Time Slips Away – 3:02
5. Crazy – 2:50
6. The Part Where I Cry – 2:18

Side 2
1. Mr. Record Man – 2:10
2. Three Days – 2:33
3. One Step Beyond – 2:20
4. Undo the Right (Hank Cochran, Nelson) – 2:56
5. Darkness on the Face of the Earth – 2:19
6. Where My House Lives – 2:24